# 中国联合网络通信（香港）
中国联合网络通信（香港）股份有限公司前身是於2000年2月在香港注册成立的中國聯通股份有限公司，并于2000年6月21日和22日在纽约证券交易所（：CHU）和香港证券交易所（港交所：0762）挂牌交易，2001年6月1日晉身恒生指數成份股。
經過2002年至2004年間，向母公司中國聯合網絡通信集團有限公司收購一系列資產後，於2005年10月18日成功在澳門開通CDMA網絡，以及是中國內地電訊營運商首次在境外開通移動通訊網絡。
2006年7月引入韓國SK電訊為策略投資者，並於8月14日獲得澳門特區政府批准經營CDMA本地電話業務。10月24日獲准在澳門建設並經營3G流動電話網絡牌照，並於2007年10月開通服務。同年底完成收購母公司在貴州資產後，完成整體上市。

## 電訊體制改革
- 2008年6月2日，流傳多年的中國電訊業重組方案正式推出，根据中华人民共和国工业和信息化部、国家发展和改革委员会及财政部《关于深化电信体制改革的通告》，中国联通将其CDMA网络资产和业务出售给中国电信，并将剩余资产和业务以换股形式与中国网通完成合并，新公司依旧保留“中国联通”的品牌。
- 2008年10月1日，中国电信开始着手接收并运营联通的CDMA业务，整个CDMA网络割接工作已于2008年底前完成。
- 2008年10月14日，香港高等法院宣布同意中国联通和中国网通合并，10月15日，中国联通股份有限公司与中国网通集团（香港）有限公司正式合并，名称变更为中国联合网络通信（香港）股份有限公司。公司的母公司为中國聯合網絡通信集團有限公司，是由原中国联合通信有限公司吸收合并原中国网络通信集团公司组建而成。中国联合网络通信（香港）股份有限公司由其在北京设立的中国联合网络通信有限公司在全中国经营固网通信、移动通信、数据通信等基础电信业务。

## 公司结构
| 中国联通（BVI）有限公司                                  | 中国联通（BVI）有限公司  | 中国网通（BVI）有限公司  | 中国网通（BVI）有限公司          | Telefónica Internacional,S.A.U   | Telefónica Internacional,S.A.U   | 公眾股東             | 公眾股東             |                      |       |       |       |
| ↓57.81%                                                  | ↓57.81%                  | ↓13.20%                  | ↓13.20%                          | ↓9.57%                           | ↓9.57%                           | ↓19.42%              | ↓19.42%              |                      |       |       |       |
| 中国联合网络通信（香港）股份有限公司 港交所：0762及：CHU |                          |                          |                                  |                                  |                                  |                      |                      |                      |       |       |       |
| ↓100%                                                    | ↓100%                    | ↓100%                    | ↓100%                            | ↓100%                            | ↓100%                            | ↓100%                | ↓100%                | ↓100%                | ↓100% | ↓100% | ↓100% |
| 中国联合网络通信有限公司                                 | 中国联合网络通信有限公司 | 中国联合网络通信有限公司 | 中国网络通信（香港）股份有限公司 | 中国网络通信（香港）股份有限公司 | 中国网络通信（香港）股份有限公司 | 聯通國際通信有限公司 | 聯通國際通信有限公司 | 聯通國際通信有限公司 |       |       |       |

## 外部連結
- 中國聯合網路通信（香港）股份有限公司（页面存档备份，存于）